# Kempton (motorfietsmerk)
Kempton is een historisch Brits merk van motorfietsen en scooters.
De bedrijfsnaam was Kempton Motor Co., Kingston upon Thames.
Kempton was een Engels merk in 1921 en 1922 lichte motorfietsen en scooters met 124 cc ABC-kopklepmotoren bouwde. Volgens sommige bronnen was de bedrijfsnaam ABC-Znel.